# Special Forces Association
La Special Forces Association è un'organizzazione non a scopo di lucro fondata nel 1964 a Fort Bragg, nello Stato della Carolina del Nord. La sede è a Fayetteville.
Ad essa appartengono di diritto i soldati e gli ufficiali delle Forze Speciali dell'Esercito degli Stati Uniti, sia in servizio che in congedo, oltre ai riservisti e militari della Guardia Nazionale.
È una confraternita che raccoglie i veterani di guerra con lo scopo di tenere in vita le tradizioni delle Forze Speciali e i legami fra le generazioni di soldati.
La Special Forces Association ha 84 capitoli negli Stati Uniti, autonomi tra loro, e sedi estere nei seguenti Paesi: Panama, Corea del Sud, Germania, Thailandia, Filippine e Okinawa.
L'iscrizione è aperta anche a quanti abbiano "contribuito in modo significativo a supportare le Forze Speciali, o la loro linea operativa, nel compimento della sua missione".
La SFA pubblica The drop, una rivista trimestrale riservata ai soli soci, che presenta notizie e informazioni relative ai membri, agli sponsor e al convegno annuale dell'associazione, oltre a telegrafici necrologi con l'indicazione della più alta onorificenza ottenuta del militare, e della motivazione.
Nel mese di maggio il Comando delle Forze Speciali e la Special Forces Association organizzano la Special Forces Memorial Day Ceremony, una commemorazione annuale dei caduti in guerra che si svolge a Fort Bragg e nei cimiteri militari degli Stati Uniti, a cura dei vari capitoli regionali.